# Старогард-Гданьски (гмина)
Старогард-Гданьски (пол. Starogard Gdański) — сельская гмина (волость) в Польше, входит как административная единица в Старогардский повет, Поморское воеводство. Население — 13 193 человека (на 2004 год).

## Демография
| Перепись                       | Всего   | Всего | Женщины | Женщины | Мужчины | Мужчины |
| ------------------------------ | ------- | ----- | ------- | ------- | ------- | ------- |
| Единицы                        | человек | %     | человек | %       | человек | %       |
| Население                      | 13 193  | 100   | 6482    | 49,1    | 6711    | 50,9    |
| Плотность населения (чел./км²) | 67,3    | 67,3  | 33      | 33      | 34,2    | 34,2    |

## Соседние гмины
1. Гмина Бобово
2. Гмина Любихово
3. Гмина Пельплин
4. Гмина Скаршевы
5. Старогард-Гданьски
6. Гмина Субковы
7. Гмина Тчев
8. Гмина Зблево